# 루카스 마르티네스 콰르타
루카스 마르티네스 콰르타(스페인어: Lucas Martínez Quarta, 1996년 5월 10일 ~)은 아르헨티나의 축구 선수로 현재 아르헨티나 프리메라 디비시온의 리버 플레이트에서 센터백으로 뛰고 있다.